# Ruellia
Ruellia är ett släkte av akantusväxter. Ruellia ingår i familjen akantusväxter.

## Bildgalleri

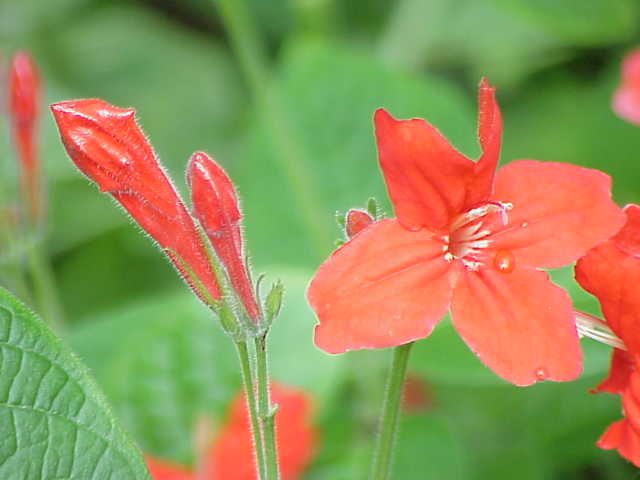
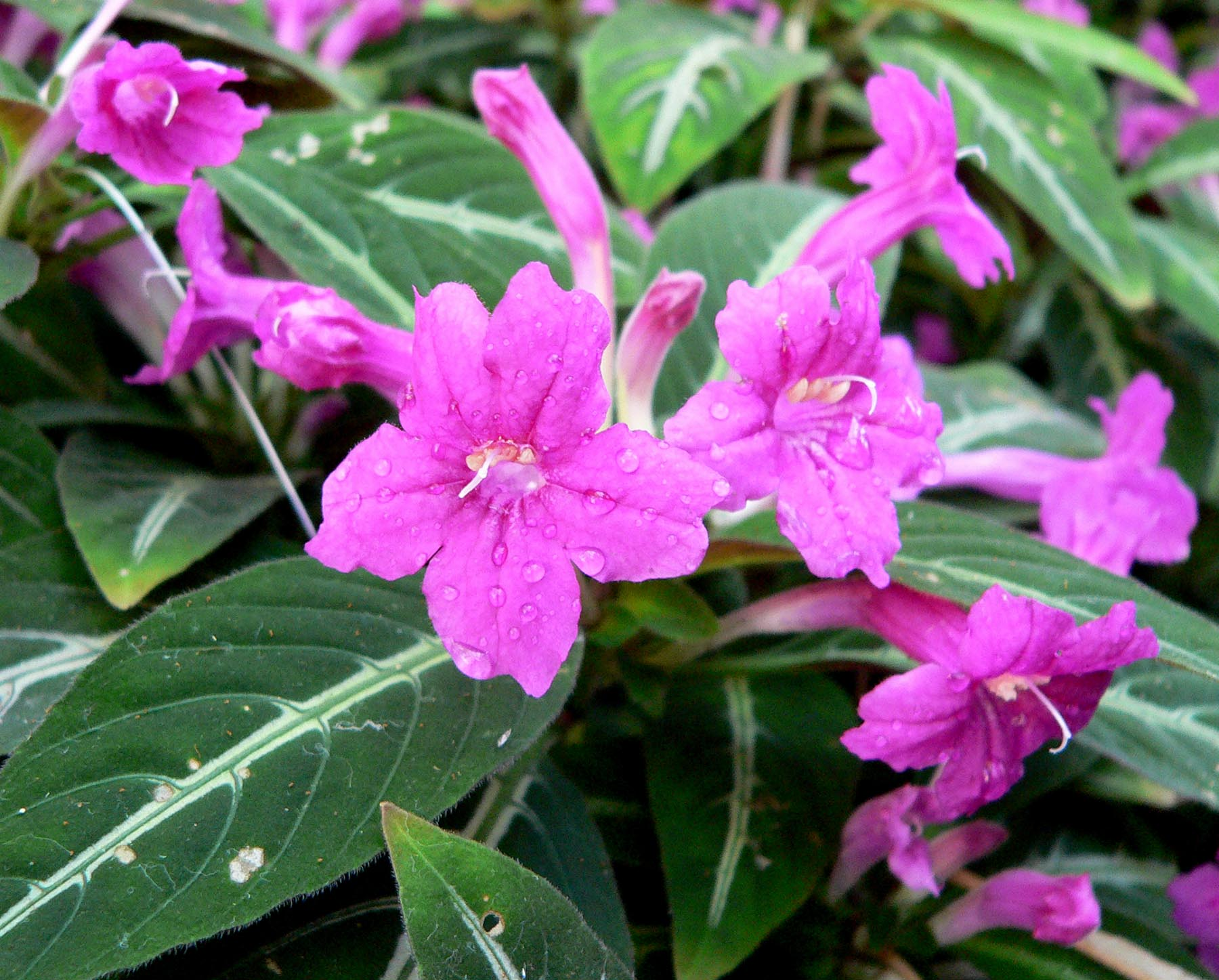
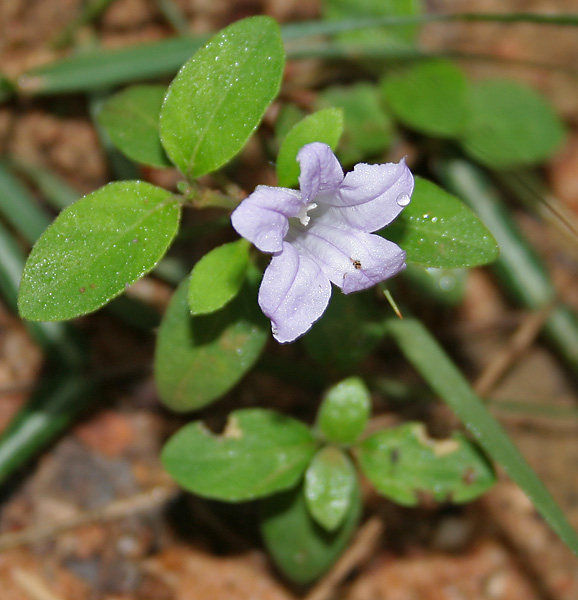
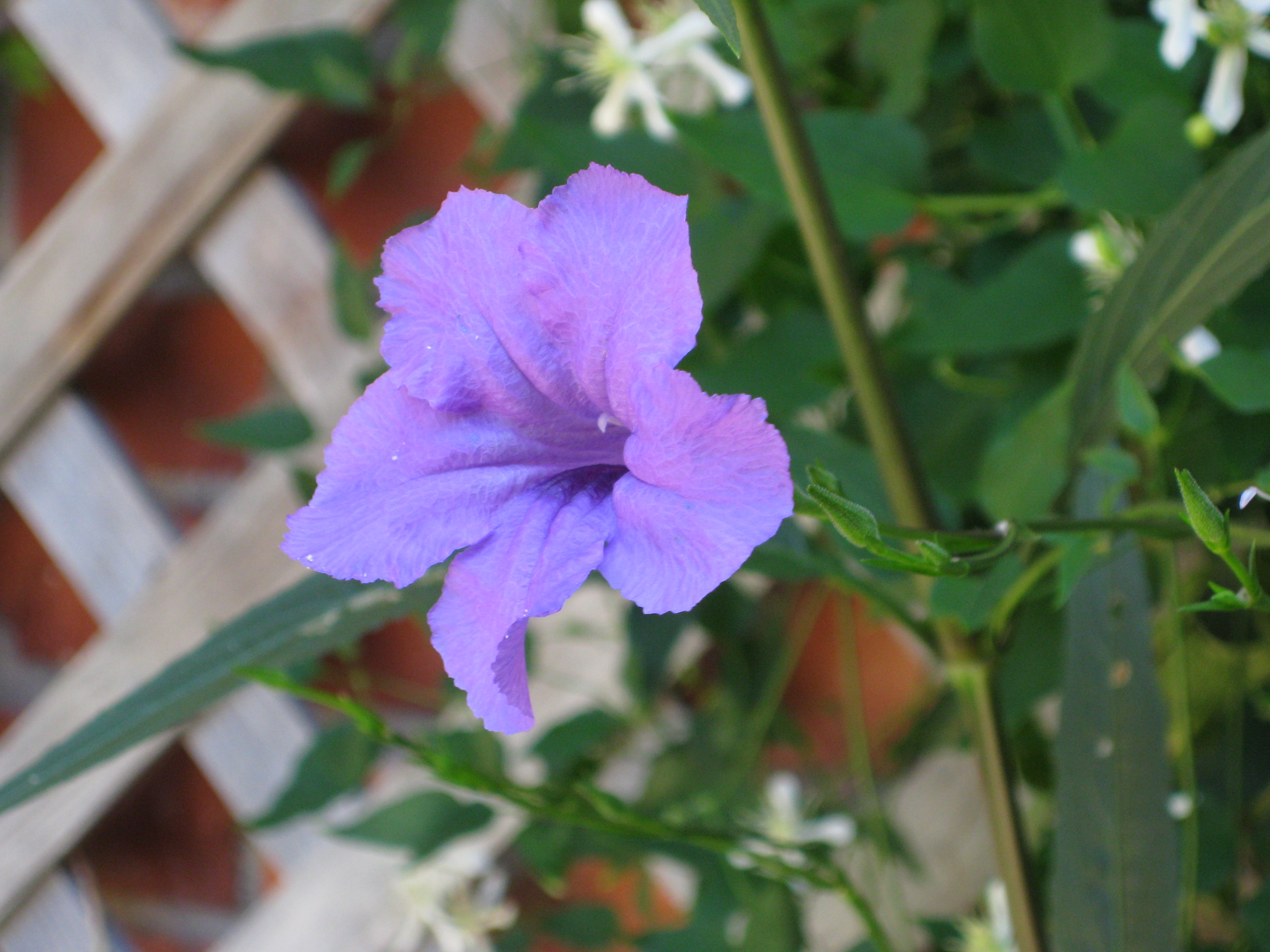
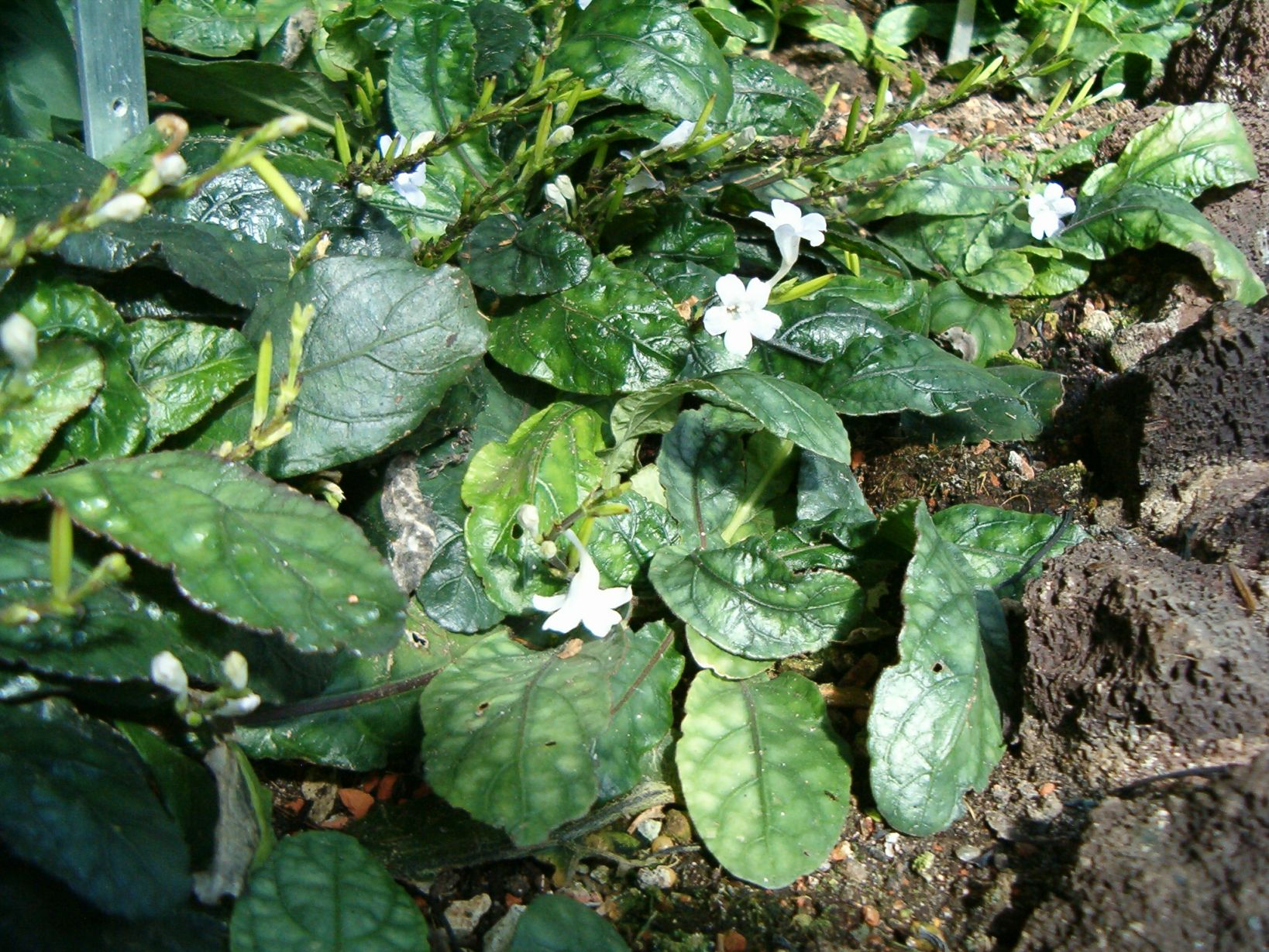
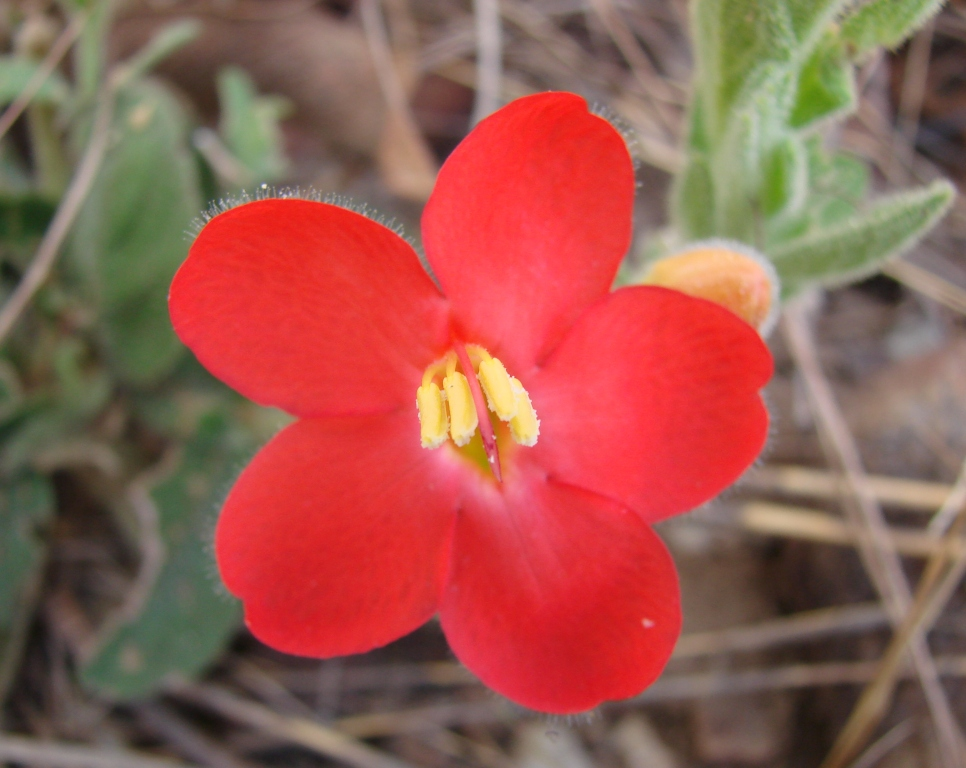

## Dottertaxa tillRuellia, i alfabetisk ordning[1]
- Ruellia abbreviata
- Ruellia acetabula
- Ruellia acuminata
- Ruellia acutangula
- Ruellia adenocalyx
- Ruellia adenostachya
- Ruellia affinis
- Ruellia albopurpurea
- Ruellia alboviolacea
- Ruellia amabilis
- Ruellia amapensis
- Ruellia amplexicaulis
- Ruellia anaticollis
- Ruellia angustiflora
- Ruellia angustior
- Ruellia ansericollis
- Ruellia anthracina
- Ruellia antiquorum
- Ruellia aquatica
- Ruellia asema
- Ruellia aspera
- Ruellia asperula
- Ruellia aurantiaca
- Ruellia australasica
- Ruellia bahiensis
- Ruellia bangii
- Ruellia barbillana
- Ruellia baurii
- Ruellia beckii
- Ruellia beddomei
- Ruellia bella
- Ruellia benedictina
- Ruellia beniana
- Ruellia beyrichiana
- Ruellia bignoniiflora
- Ruellia biolleyi
- Ruellia blanchetiana
- Ruellia bolivarensis
- Ruellia boranica
- Ruellia bourgaei
- Ruellia brachysiphon
- Ruellia bracteata
- Ruellia brandbergensis
- Ruellia breedlovei
- Ruellia brevicaulis
- Ruellia brevifolia
- Ruellia bulbifera
- Ruellia burttii
- Ruellia californica
- Ruellia calimensis
- Ruellia capitata
- Ruellia capuronii
- Ruellia caracasana
- Ruellia carmenaemiliae
- Ruellia carnea
- Ruellia caroliniensis
- Ruellia caucensis
- Ruellia cearensis
- Ruellia cedilloi
- Ruellia cernua
- Ruellia chamaedrys
- Ruellia chariessa
- Ruellia chartacea
- Ruellia chilpancingana
- Ruellia chiquitensis
- Ruellia ciconiicollis
- Ruellia ciliata
- Ruellia ciliatiflora
- Ruellia coccinea
- Ruellia colombiana
- Ruellia colonensis
- Ruellia comonduensis
- Ruellia congoensis
- Ruellia consocialis
- Ruellia conzattii
- Ruellia cordata
- Ruellia corzoi
- Ruellia costaricensis
- Ruellia costata
- Ruellia cuatrecasasii
- Ruellia cupheoides
- Ruellia currorii
- Ruellia curviflora
- Ruellia cuyabensis
- Ruellia cyanea
- Ruellia davisiorum
- Ruellia decaryi
- Ruellia delascioi
- Ruellia densa
- Ruellia dequairei
- Ruellia detonsa
- Ruellia devosiana
- Ruellia dielsii
- Ruellia diffusa
- Ruellia digitalis
- Ruellia dioscoridis
- Ruellia dipteracanthus
- Ruellia discifolia
- Ruellia dissidens
- Ruellia dissimilis
- Ruellia dissitifolia
- Ruellia dissoluta
- Ruellia diversifolia
- Ruellia dolichosiphon
- Ruellia domingensis
- Ruellia donnell-smithii
- Ruellia drummondiana
- Ruellia drushelii
- Ruellia elegans
- Ruellia epallocaulos
- Ruellia erythropus
- Ruellia euantha
- Ruellia eumorphantha
- Ruellia eurycodon
- Ruellia exilis
- Ruellia exostemma
- Ruellia exserta
- Ruellia fiherenensis
- Ruellia filicalyx
- Ruellia fiorii
- Ruellia floribunda
- Ruellia foetida
- Ruellia foliosepala
- Ruellia fulgens
- Ruellia fulgida
- Ruellia galactophylla
- Ruellia geayi
- Ruellia geminiflora
- Ruellia gemmipara
- Ruellia geniculata
- Ruellia gilva
- Ruellia glandulosa
- Ruellia glischrocalyx
- Ruellia golfodulcensis
- Ruellia gorgonensis
- Ruellia gracilis
- Ruellia grandiflora
- Ruellia grantii
- Ruellia grisea
- Ruellia guerrerensis
- Ruellia hapalotricha
- Ruellia harveyana
- Ruellia haughtii
- Ruellia helianthema
- Ruellia herbstii
- Ruellia herzogii
- Ruellia heterosepala
- Ruellia heterotricha
- Ruellia hirtella
- Ruellia holm-nielsenii
- Ruellia hookeriana
- Ruellia humboldtiana
- Ruellia humifusa
- Ruellia humilis
- Ruellia hygrophila
- Ruellia hygrophiloides
- Ruellia hypericifolia
- Ruellia hypericoides
- Ruellia incompta
- Ruellia indecora
- Ruellia inflata
- Ruellia insignis
- Ruellia inundata
- Ruellia involucrata
- Ruellia ischnopoda
- Ruellia jaliscana
- Ruellia japurensis
- Ruellia jeddahica
- Ruellia jimulcensis
- Ruellia jussieuoides
- Ruellia kaokoana
- Ruellia kerrii
- Ruellia kleinii
- Ruellia kuriensis
- Ruellia lactea
- Ruellia lanatoviscosa
- Ruellia lasiostachys
- Ruellia laslobasensis
- Ruellia latibracteata
- Ruellia latisepala
- Ruellia laxa
- Ruellia lechleri
- Ruellia lepidota
- Ruellia leptosepala
- Ruellia leucantha
- Ruellia leucobracteatus
- Ruellia liesneri
- Ruellia linearibracteolata
- Ruellia linifolia
- Ruellia lithophila
- Ruellia longepetiolata
- Ruellia longifolia
- Ruellia longipedunculata
- Ruellia longituba
- Ruellia luzoniensis
- Ruellia macarenensis
- Ruellia macrantha
- Ruellia macrophylla
- Ruellia macrosiphon
- Ruellia macrosolen
- Ruellia macvaughii
- Ruellia magniflora
- Ruellia makoyana
- Ruellia malabarica
- Ruellia malaca
- Ruellia malacosperma
- Ruellia matagalpae
- Ruellia matudae
- Ruellia maya
- Ruellia menthioides
- Ruellia metallica
- Ruellia metzae
- Ruellia microcalyx
- Ruellia mira
- Ruellia misera
- Ruellia mollis
- Ruellia monanthos
- Ruellia morongii
- Ruellia multifolia
- Ruellia napoensis
- Ruellia neesiana
- Ruellia neoneesiana
- Ruellia neowedia
- Ruellia nitens
- Ruellia nitida
- Ruellia nobilis
- Ruellia noctiflora
- Ruellia nocturna
- Ruellia norvegigratiosa
- Ruellia novogaliciana
- Ruellia nudiflora
- Ruellia nummularia
- Ruellia oaxacana
- Ruellia obovata
- Ruellia obtusa
- Ruellia occidentalis
- Ruellia ochroleuca
- Ruellia odorata
- Ruellia orthocaula
- Ruellia ovalifolia
- Ruellia ovata
- Ruellia oxysepala
- Ruellia palustris
- Ruellia panamensis
- Ruellia paniculata
- Ruellia panucana
- Ruellia parryi
- Ruellia parva
- Ruellia parvifolia
- Ruellia patula
- Ruellia pauciovulata
- Ruellia paulayana
- Ruellia pearcei
- Ruellia pedunculata
- Ruellia pedunculosa
- Ruellia pereducta
- Ruellia petiolaris
- Ruellia philippinensis
- Ruellia phyllocalyx
- Ruellia pilosa
- Ruellia pittieri
- Ruellia placoidea
- Ruellia poissonii
- Ruellia portellae
- Ruellia potamophila
- Ruellia praeclara
- Ruellia praetermissa
- Ruellia pratensis
- Ruellia primuloides
- Ruellia pringlei
- Ruellia prostrata
- Ruellia proxima
- Ruellia pseudopatula
- Ruellia pterocaulon
- Ruellia pulcherrima
- Ruellia pulverulenta
- Ruellia purshiana
- Ruellia putumayensis
- Ruellia pygmaea
- Ruellia quadrisepala
- Ruellia radicans
- Ruellia rasa
- Ruellia rauhii
- Ruellia reitzii
- Ruellia repens
- Ruellia richardsiae
- Ruellia riedeliana
- Ruellia rivularis
- Ruellia roberti
- Ruellia rosea
- Ruellia rubiginosa
- Ruellia rubra
- Ruellia rufipila
- Ruellia ruiziana
- Ruellia rusbyi
- Ruellia saccata
- Ruellia saccifera
- Ruellia saeri
- Ruellia salmeronensis
- Ruellia salviifolia
- Ruellia sanguinea
- Ruellia sarukhaniana
- Ruellia saulensis
- Ruellia scabrifolia
- Ruellia sceptrum-marianum
- Ruellia schlechtendaliana
- Ruellia schnellii
- Ruellia serrana
- Ruellia sessilifolia
- Ruellia shaferiana
- Ruellia siamensis
- Ruellia silvaecola
- Ruellia simplex
- Ruellia singularis
- Ruellia siraensis
- Ruellia sivarajanii
- Ruellia solitaria
- Ruellia sororia
- Ruellia spatulifolia
- Ruellia spectabilis
- Ruellia spissa
- Ruellia splendidula
- Ruellia sprucei
- Ruellia squarrosa
- Ruellia standleyi
- Ruellia stelligera
- Ruellia stemonacanthoides
- Ruellia stenophylla
- Ruellia steyermarkii
- Ruellia strepens
- Ruellia subringens
- Ruellia subsessilis
- Ruellia subulata
- Ruellia suffruticosa
- Ruellia tarapotana
- Ruellia terminalis
- Ruellia tessmannii
- Ruellia thomana
- Ruellia togoensis
- Ruellia tolimensis
- Ruellia trachyphylla
- Ruellia transitoria
- Ruellia tuberosa
- Ruellia tubiflora
- Ruellia turbascensis
- Ruellia turbinis
- Ruellia tuxtlensis
- Ruellia uribei
- Ruellia verbasciformis
- Ruellia willdenoviana
- Ruellia villosa
- Ruellia violacea
- Ruellia viridiflora
- Ruellia viscidula
- Ruellia woodii
- Ruellia woolstonii
- Ruellia wurdackii
- Ruellia yucatana
- Ruellia yurimaguensis